# クレア・デニス
クレア・デニス（Clare Dennis、結婚後はゴールディング（Golding）姓、1916年3月7日 - 1971年6月4日）は、オーストラリアの女子競泳選手。1932年のロサンゼルスオリンピックの200m平泳ぎで金メダルを獲得した。

## 選手時代まで
シドニー近郊にあるニューサウスウェールズ州のバーウッド（en）で、警察官のアレック・デニスの6人の子女の一人として生まれる。一家がクローベリー（en）の海岸に転居した後、アマチュアの競泳選手だった父親から兄弟とともに水泳の指導を受けた。デニスの姉ゾーラはいち早く競泳選手の才能を開花させ、シドニーの女性スイミングクラブに加入して1928年のアムステルダムオリンピック代表に選ばれたが、一人で海外旅行するには若すぎるとして出場を拒まれた。デニスが自分もスイミングクラブに参加できるよう父に願い出ると、父はまずクローベリー湾を33ヤード（30m）泳ぎ切ることで同意した。デニスは一計を案じ、海底を足で蹴って目一杯手で水を掻いているように偽装した。しかし、クラブでの最初のレッスンとレースの時には、底を蹴るにはプールが深すぎたため、持久力が足りずにプールから引き上げられてしまった。
小学校時代のデニスは、勉学よりもスポーツに熱心だと評された。多くの時間を男子生徒を相手にクリケットに興じることに費やした。デニスは当初は自由形で泳いでいたが、13歳の時に平泳ぎに転向した。1930年にラムスゲート温泉で開かれたニューサウスウェールズ州選手権に初めて出場し、明示されていないレーンからはずれて失格となった。自由形のレースは、複数のレーンが交錯したため4度も実施された。のちになって、水流を調整するためのタップが誤って残されていたことがわかった。これが選手を互いの方向に押し流すほど強い水流を生み出していた。その後行われた平泳ぎではデニスは州の新記録を出したが、片手でタッチをしたために失格となった。
1931年、デニスは220ヤード（200m）で州および国内の最初のタイトルを獲得した。その後も1936年に引退するまでの間、選手権のなかった1932年を除いて1935年まで連続して制覇している。1931年の優勝後、父は心臓弁の漏れが原因で死亡した。デニスは引退を考えるが、母親は競技を続けるよう説得した。
1932年1月、デニスは110ヤード（100m）のオーストラリア記録を破り、まもなく200mの世界記録も更新して15歳にしてオリンピック選手団に自動的に選ばれた。世界恐慌による資金難のため、デニスは警察から旅行や制服の費用の援助を受けてはじめてオリンピックに参加することができた。ロサンゼルスへの到着後、デニスは病気に見舞われ、さらにスタート台でけがを負った後に爪の感染症に罹患した。200m平泳ぎで世界記録を樹立したと主張していたドイツのリサ・ロッケが、オリンピック代表の選に漏れたことで、デニスのチャンスは高まった。
デニスは200m平泳ぎの予選をオリンピック記録で通過した。デニスの水着は肩甲骨の部分の露出が多く、ルール違反ではないかという抗議がなされたが、かろうじて失格は免れた。デニスは予選の後、アメリカの男子選手バスター・クラブ（Buster Crabbe、この大会で400m自由形金メダル）から、水に潜ってから浮上するまでに3度水を掻いた方がよいというアドバイスを受け、泳法を変更した。新しい泳法を取り入れたデニスは決勝戦ではどのターンでもトップを保ち、日本の前畑秀子と0.1秒の差で、自身のオリンピック記録を更新して金メダルを獲得した。
1933年、デニスは自身の220ヤード（200m）平泳ぎのオーストラリア記録を更新、ロンドンの1934年コモンウェルスゲームズでも同種目で金メダルを獲得した。1935年に国内タイトルを守ったが、議論の末に1936年のベルリンオリンピック代表からははずれ、その後引退した。

## 引退後
デニスはロサンゼルス五輪で陸上短距離選手のジョージ・ゴールディング（George Golding）と出会っていた。ゴールディングは1930年コモンウェルスゲームズに優勝し、1934年に440ヤード（400m）、1932年と1934年に440ヤード（400m）ハードルでオーストラリアチャンピオンとなった。デニスとゴールディングは1941年に結婚した。デニスは水泳コーチと美容師となり、2つのヘアサロンを経営した。
デニスは1971年にニューサウスウェールズ州のマンリー（en）で、癌のため55歳で没した。死後の1982年に国際水泳殿堂に表彰されている。